# San Juan Zitlaltepec
San Juan Zitlaltepec, é uma cidade do estado de Estado de México, no município de Zumpango, no México.